# سیارک ۱۳۲

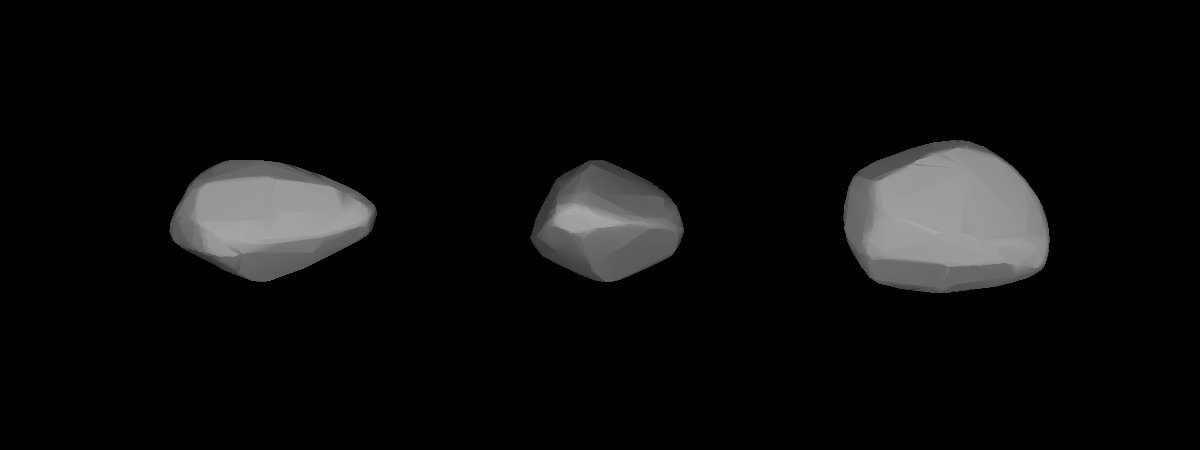
مدل سه‌بُعدی سیارک ۱۳۲ بر طبق منحنی نور آن

سیارک ۱۳۲ (به انگلیسی: 132 Aethra) صد و سی و دومین سیارک کشف شده‌است که در ۱۳ ژوئن ۱۸۷۳ کشف شد.
قدر مطلق سیارک برابر ۹٫۲۱ است.